# Haute-Vigneulles
Pour les articles homonymes, voir Vigneulles (homonymie).
Haute-Vigneulles est une commune française située dans le département de la Moselle et le bassin de vie de la Moselle-Est, en région Grand Est.

## Géographie

### Écarts et lieux-dits
- Basse-Vigneulles

### Hydrographie

#### Réseau hydrographique
La commune est située dans le bassin versant du Rhin au sein du bassin Rhin-Meuse. Elle est drainée par le ruisseau de Vigneulles et le ruisseau le Friesegraben.
Le ruisseau de Vigneulles, d'une longueur totale de 10,5 km, prend sa source dans la commune de Laudrefang et se jette  dans la Nied allemande à Guinglange, après avoir traversé quatre communes.

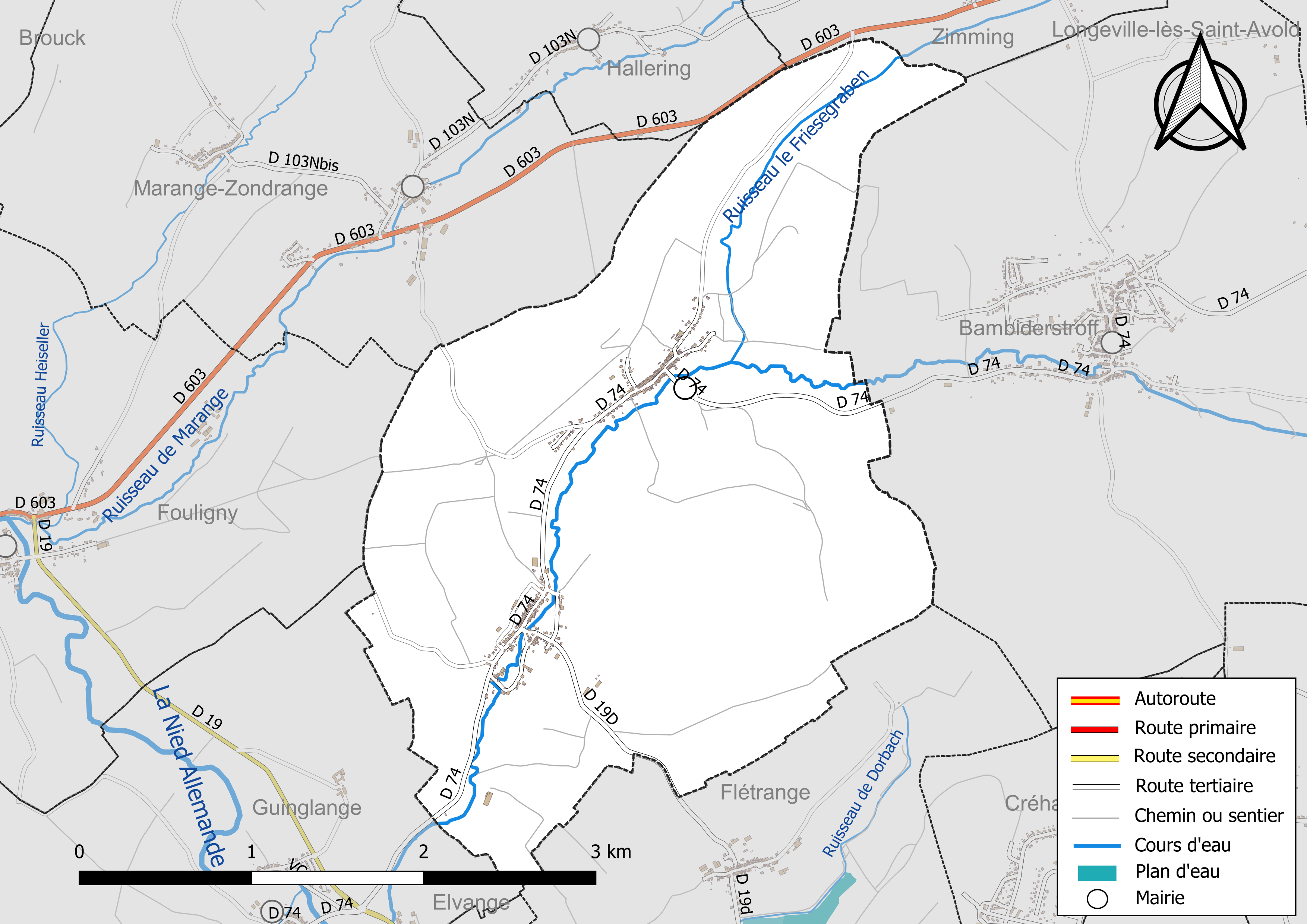
Réseaux hydrographique et routier de Haute-Vigneulles.

#### Gestion et qualité des eaux
Le territoire communal est couvert par le schéma d'aménagement et de gestion des eaux (SAGE) « Bassin Houiller ». Ce document de planification, dont le territoire est approximativement délimité par un triangle formé par les villes de Creutzwald, Faulquemont et Forbach, d'une superficie de 576 km2, a été approuvé le 27 octobre 2017. La structure porteuse de l'élaboration et de la mise en œuvre est la région Grand Est. Il définit sur son territoire les objectifs généraux d’utilisation, de mise en valeur et de protection quantitative et qualitative des ressources en eau superficielle et souterraine, en respect des objectifs de qualité définis dans le SDAGE  du Bassin Rhin-Meuse.
La qualité des eaux des principaux cours d’eau de la commune, notamment du ruisseau de Vigneulles, peut être consultée sur un site spécial géré par les agences de l’eau et l’Agence française pour la biodiversité. 

### Climat
Pour des articles plus généraux, voir Climat du Grand Est et Climat de la Moselle.
En 2010, le climat de la commune est de type climat des marges montargnardes, selon une étude du Centre national de la recherche scientifique s'appuyant sur une série de données couvrant la période 1971-2000. En 2020, Météo-France publie une typologie des climats de la France métropolitaine dans laquelle la commune est exposée à un climat semi-continental et est dans la région climatique  Lorraine, plateau de Langres, Morvan, caractérisée par un hiver rude (1,5 °C), des vents modérés et des brouillards fréquents en automne et hiver. 
Pour la période 1971-2000, la température annuelle moyenne est de 9,6 °C, avec une amplitude thermique annuelle de 17,1 °C. Le cumul annuel moyen de précipitations est de 797 mm, avec 12 jours de précipitations en janvier et 9,3 jours en juillet. Pour la période 1991-2020, la température moyenne annuelle observée sur la station météorologique de Météo-France la plus proche, « Lesse_sapc », sur la commune de Lesse à 16 km à vol d'oiseau, est de 10,7 °C et le cumul annuel moyen de précipitations est de 694,0 mm. 
La température maximale relevée sur cette station est de 40 °C, atteinte le 25 juillet 2019 ; la température minimale est de −20,7 °C, atteinte le 20 décembre 2009,,. 
Les paramètres climatiques de la commune ont été estimés pour le milieu du siècle (2041-2070) selon différents scénarios d'émission de gaz à effet de serre à partir des nouvelles projections climatiques de référence DRIAS-2020. Ils sont consultables sur un site spécial publié par Météo-France en novembre 2022.

## Urbanisme

### Typologie
Au 1er janvier 2024, Haute-Vigneulles est catégorisée commune rurale à habitat dispersé, selon la nouvelle grille communale de densité à sept niveaux définie par l'Insee en 2022.
Elle est située hors unité urbaine et hors attraction des villes,.

### Occupation des sols
L'occupation des sols de la commune, telle qu'elle ressort de la base de données européenne d’occupation biophysique des sols Corine Land Cover (CLC), est marquée par l'importance des territoires agricoles (75,4 % en 2018), une proportion identique à celle de 1990 (75,4 %). La répartition détaillée en 2018 est la suivante : 
terres arables (36,9 %), zones agricoles hétérogènes (28,1 %), forêts (18,8 %), prairies (10,5 %), zones urbanisées (5,8 %). L'évolution de l’occupation des sols de la commune et de ses infrastructures peut être observée sur les différentes représentations cartographiques du territoire : la carte de Cassini (XVIIIe siècle), la carte d'état-major (1820-1866) et les cartes ou photos aériennes de l'IGN pour la période actuelle (1950 à aujourd'hui).

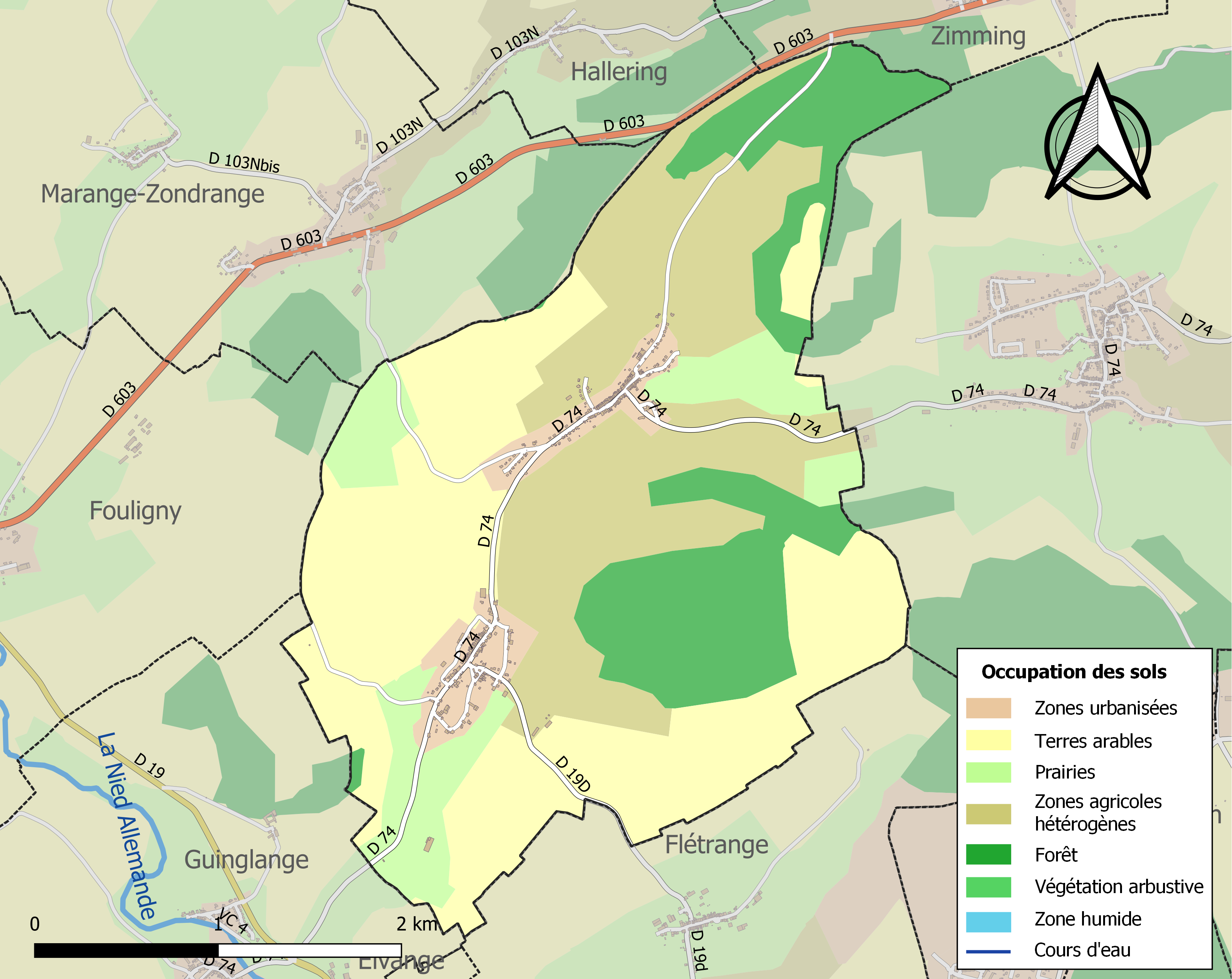
Carte des infrastructures et de l'occupation des sols de la commune en 2018 (CLC).

## Toponymie
- Haute-Vigneulles : Vylen (1276), Obervilen (1325), Oberville (XVe siècle), haulte Vigneulle (1606), Oberfullen (1681), Oberfillen (1688), Oberfiler (1756), Haute Vigneulle (1793). Oberfillen en allemand[16], Oberfiln en francique lorrain[17].
- Basse-Vigneulles : Nidrevilla (1121), Nydervilla (1240), Nyderville (1420), Nider-fillen et Niderfillen (1688), Basse-Vignuelle ou Niederfilen (1779), Basse Vigneulle (1793). Niederfillen en allemand[16].

## Histoire
- Ancien domaine de l'évêché[Lequel ?], Haute-Vigneulles était siège d'une paroisse dépendant de l'archiprétré de Varize, puis de celui de Saint-Avold. Avait Basse-Vigneulles comme annexe.
- Devint annexe de Dorviller au XVIIIe siècle ; la chapelle Sainte-Croix de Basse-Vigneulles était visitée par les fidèles et pèlerins.
- Fit partie du canton de Raville en 1790, puis de celui de Longeville-lès-Saint-Avold en l'an III et passa dans celui de Faulquemont en 1802. Le hameau de Basse-Vigneulles eu temporairement le statut de commune de 1790 jusqu'à un décret du 21 janvier 1810.

## Politique et administration
| Période                                  | Période   | Identité               | Étiquette | Qualité |
| ---------------------------------------- | --------- | ---------------------- | --------- | ------- |
| Les données manquantes sont à compléter. |           |                        |           |         |
| mars 1971                                | mars 1995 | Jean-Marie Barthel     |           |         |
| mars 1995                                | mars 2001 | Arlette Schladenhaufen |           |         |
| mars 2001                                | En cours  | Danièle Staub          |           |         |

## Démographie
L'évolution du nombre d'habitants est connue à travers les recensements de la population effectués dans la commune depuis 1793. Pour les communes de moins de 10 000 habitants, une enquête de recensement portant sur toute la population est réalisée tous les cinq ans, les populations de référence des années intermédiaires étant quant à elles estimées par interpolation ou extrapolation. Pour la commune, le premier recensement exhaustif entrant dans le cadre du nouveau dispositif a été réalisé en 2004.

En 2022, la commune comptait 450 habitants, en évolution de +10,29 % par rapport à 2016 (Moselle : +0,52 %, France hors Mayotte : +2,11 %).
| 1793 | 1800 | 1806 | 1821 | 1836 | 1841 | 1861 | 1866 | 1871 |
| ---- | ---- | ---- | ---- | ---- | ---- | ---- | ---- | ---- |
| 288  | 286  | 329  | 547  | 619  | 590  | 580  | 582  | 522  |

| 1875 | 1880 | 1885 | 1890 | 1895 | 1900 | 1905 | 1910 | 1921 |
| ---- | ---- | ---- | ---- | ---- | ---- | ---- | ---- | ---- |
| 491  | 467  | 415  | 402  | 384  | 372  | 355  | 357  | 282  |

| 1926 | 1931 | 1936 | 1946 | 1954 | 1962 | 1968 | 1975 | 1982 |
| ---- | ---- | ---- | ---- | ---- | ---- | ---- | ---- | ---- |
| 278  | 284  | 286  | 316  | 317  | 355  | 356  | 329  | 362  |

| 1990 | 1999 | 2004 | 2006 | 2009 | 2014 | 2019 | 2022 | - |
| ---- | ---- | ---- | ---- | ---- | ---- | ---- | ---- | - |
| 384  | 408  | 432  | 439  | 436  | 418  | 431  | 450  | - |

## Culture locale et patrimoine

### Lieux et monuments

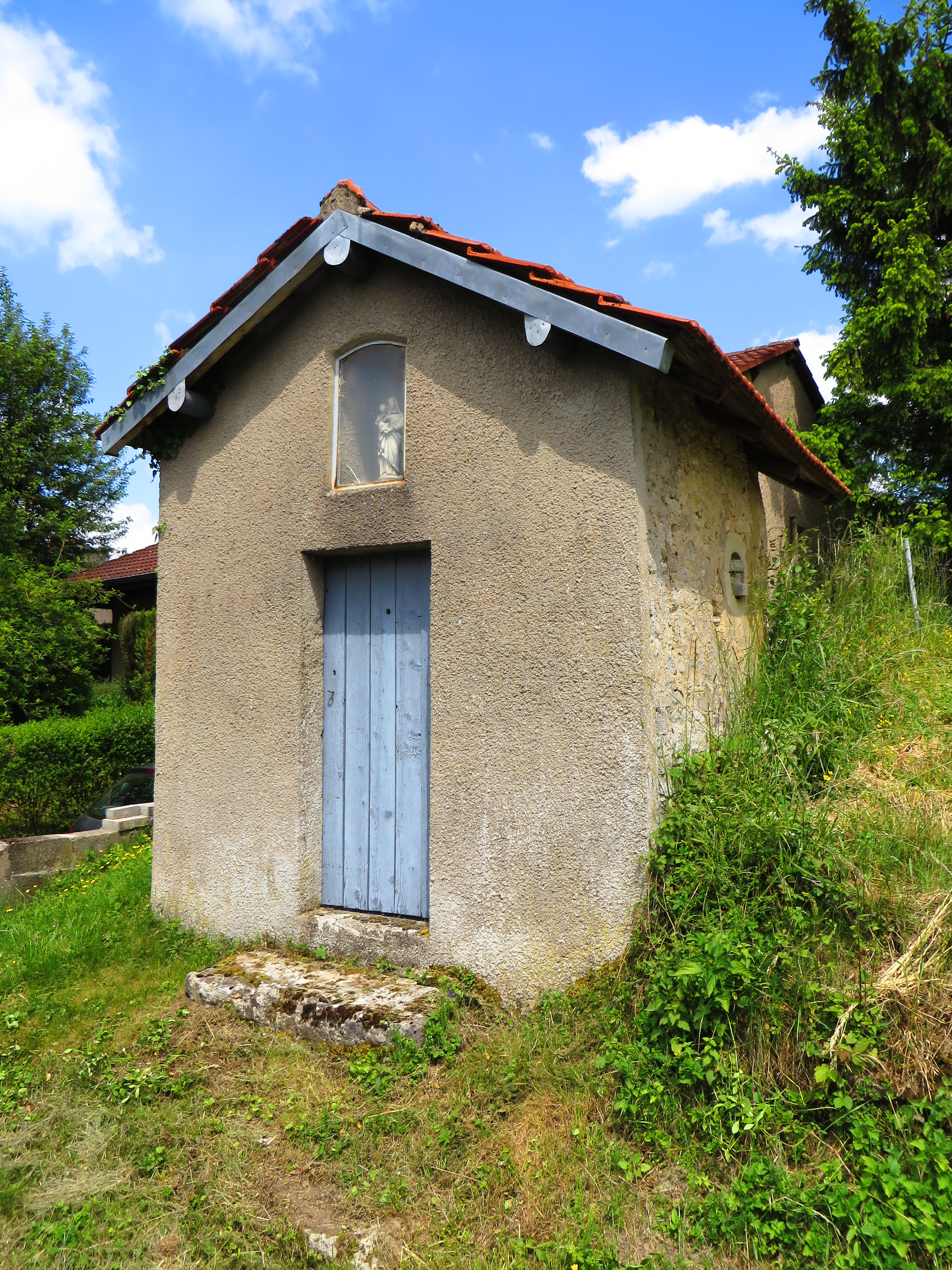
Chapelle de Haute-Vigneulle.

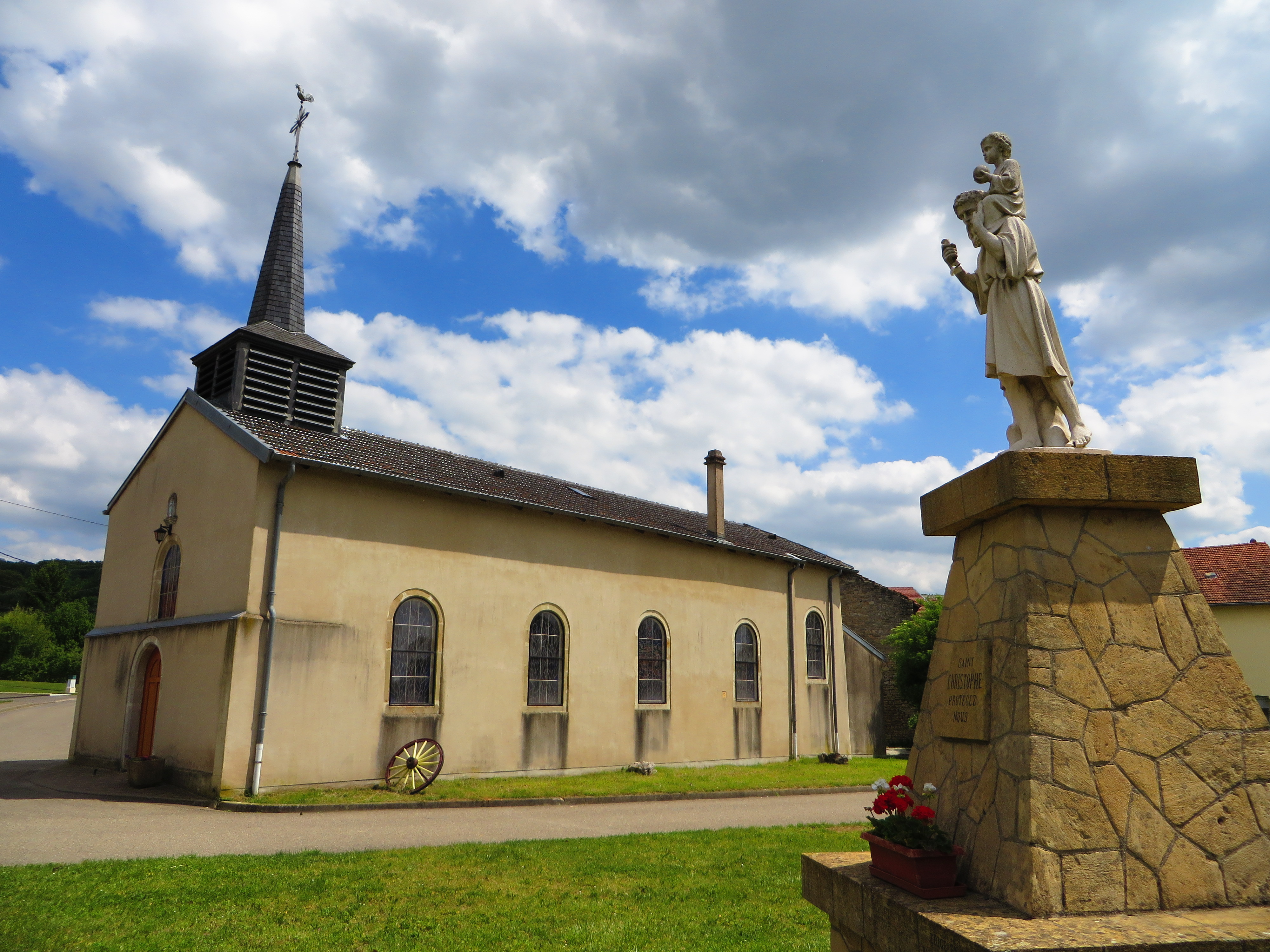
Chapelle Sainte-Croix de Basse-Vigneulles.

- Église Saint-Etienne de 1752, du type église-grange : Vierge à l'Enfant XIVe siècle.
- Chapelle Sainte-Croix de Basse-Vigneulles de 1705 : autels XVIIIe siècle, tableau des 14 saints auxiliaires, pietà XVe siècle
- Chapelle de Haute-Vigneulle

### Personnalités liées à la commune
- Anne-Marie Steckler (1766- ap. 1824), virtuose de la harpe.
- Joseph Géant (*1815- ? ), facteur d'orgues à Haute-Vigneulles où il est né, émigra en Amérique avec sa famille en 1872.